# Список залізничних станцій і роз'їздів Росії (Р)
Список станцій, роз'їздів та зупинних пунктів Російських залізниць
| Код    | Станція         | Назва російською    | Залізниця          | НОД (НЗрег) | Населений пункт | Рік заснування | Код Експрес-3 | Експ. коди |
| ------ | --------------- | ------------------- | ------------------ | ----------- | --------------- | -------------- | ------------- | ---------- |
| 230101 | Реутово         | рос. Реутов         | Московська         |             | Реутов          | 1897           | 2000130       |            |
| 191621 | Ржевська        | рос. Ржевская       | Московська         |             | Москва          | 1964           | 2000605       |            |
| 177408 | Рославль I      | рос. Рославль I     | Московська         |             | Рославль        |                | 2000889       |            |
| 510204 | Ростов-Головний | рос. Ростов-Главный | Північно-Кавказька |             | Ростов-на-Дону  | 1869           | 2064001       |            |
| 199017 | Ростокіно       | рос. Ростокино      | Московська         |             | Москва          | 1908           |               |            |